# بویرو (کلرادو)
بویرو (به انگلیسی: Boyero) یک منطقهٔ مسکونی در ایالات متحده آمریکا است که در شهرستان لینکلن، کلرادو واقع شده‌است. بویرو ۱٬۴۳۹ متر بالاتر از سطح دریا واقع شده‌است.